# Néstor Montalbano
Néstor Montalbano (9 de Julio, provincia de Buenos Aires; 13 de mayo de 1961) es un docente, director y guionista argentino de cine, teatro y televisión.

## Trayectoria
Néstor Montalbano realizó sus primeros trabajos cinematográficos en su ciudad natal, los cuales circularon por diversos festivales del interior del país. En 1988 ganó el Premio Méliès, otorgado por la Embajada de Francia, y en 1990 el Ministerio de Relaciones Exteriores de Francia le otorgó una beca para estudiar guion en París con la directora y guionista Joyce Sherman Buñuel.
En 1992 comenzó a trabajar en televisión, en donde integró la camada que renovó la forma de hacer humor en Argentina, junto a Alfredo Casero, Diego Capusotto, Fabio Alberti, Favio Posca y otros. En ese medio dirigió los programas De la cabeza (1992-1993) y luego Cha cha cha (1993-1997).
En 1998 realizó su primer largometraje, Cómplices, un thriller protagonizado por Oscar Martínez y Jorge Marrale. La película trata la historia de dos amigos que se reencuentran en su pueblo natal después de que uno de ellos regresa de Estados Unidos convertido en un hombre de negocios.
En 1999 dirigió el programa de televisión Sábado bus, presentado por Nicolás Repetto. Ese mismo año volvió al humor con el programa Todo por dos pesos, que escribió y dirigió, junto a Pedro Saborido, Diego Capusotto y Fabio Alberti. Fue emitido por Canal 7 y recibió el Premio Martín Fierro al mejor programa humorístico en el año 2000 y el reconocimiento del público y del medio. Se emitió hasta 2002.
En 2003 coescribió y dirigió la película Soy tu aventura, rodada en su ciudad natal y en el pueblo de Patricios, ambos en el partido de Nueve de Julio. La película fue protagonizada por Diego Capusotto y Luis Luque y cuenta la historia de dos primos que, presionados por problemas económicos, secuestran al cantante Luis Aguilé (interpretado por él mismo), que se encuentra de visita en el país, y se refugian en un pequeño pueblo de la provincia de Buenos Aires. Entre el homenaje y la parodia, la estética kitsch de la obra retoma algunos elementos de su trabajo en televisión. 
Debutó como director teatral en 2004, con Una noche en Carlos Paz, espectáculo de humor protagonizado por Capusotto y Alberti. 
En 2005 realizó la película El regreso de Peter Cascada, con Horacio Fontova. En 2006 dirigió la obra teatral ¡Qué noche Bariloche!, protagonizada nuevamente por Capusotto y Alberti. En 2007 dirigió la obra teatral Una lluvia irlandesa, de Josep Pere-Peyró. 
En 2010 presentó la comedia Pájaros volando, donde repitió los protagónicos de Diego Capusotto y Luis Luque. La película trata de dos primos que en su juventud habían formado una banda de rock y se reencuentran después de un tiempo sin verse cuando uno de ellos va a visitar al otro a su nuevo hogar, en un pueblo de la provincia de Córdoba. Allí sacan a la luz viejos rencores y se dejan llevar por las creencias del pueblo en las abducciones alienígenas.
Su siguiente comedia, la coproducción argentino-colombiana, Por un puñado de pelos, se estrenó en 2014 y cuenta la conmoción que se genera en un pequeño pueblo del interior de Argentina por el descubrimiento de una fuente de la juventud, al cual llega un hombre que busca recuperar su cabellera. La película se filmó en la provincia de San Luis y estuvo protagonizada por Nicolás Vázquez, Carlos "El Pibe" Valderrama y Rubén Rada.
En 2018 presentó No llores por mí, Inglaterra, una comedia histórica que cuenta el nacimiento del fútbol en el Río de la Plata en el contexto de las Invasiones inglesas. Está protagonizada por Diego Capusotto, Gonzalo Heredia, Mike Amigorena, Laura Fidalgo y Mirta Busnelli.
En 2024 coescribió y dirigió el thriller de comedia Las corredoras. La película se ambienta en 1959 en un pueblo rural de Argentina al cual llega una mujer desde la ciudad de Buenos Aires para la firma de un contrato por una propiedad. La película es protagonizada por Carola Reyna, Diego Capusotto, Alejandra Flechner y Norman Briski, entre otros.

## Como actor
- Samy y yo, de Eduardo Milewicz (2002) - como director de TV

## Obra como director

### Cortometrajes
- Alfonso (1983)
- La muerte de Moreira (1983)
- El bueno, el malo y el feo (1983)
- La banda (1984)
- La Herencia (1984)
- Los cañones de Vieta (1984)
- El Padrino IV (1985)
- La historia del Pibe Cabeza (1986)
- De turno (1988)
- Chasqui (2010)
- De muestra basta un botón (2012)
- Agua de verano (2014)

### Largometrajes
- Cómplices (1998)
- Soy tu aventura (2003)
- El regreso de Peter Cascada (2005)
- Pájaros volando (2010)
- Soledad y Larguirucho (2012) (dirección de la acción en vivo)[2]
- Por un puñado de pelos (2014)
- No llores por mí, Inglaterra (2018)
- Las corredoras (2024)

### Televisión
- Yo no fui (1992)
- De la cabeza (1992-1993)
- Cha cha cha (1993-1997)
- Justicia para todos (1995, también guionista)
- Sábado bus (1999)
- Todo por dos pesos (1999-2002)
- Arqueología de la cultura popular (2020)

### Teatro
- Drácula (1990)
- Una noche en Carlos Paz (2004)
- ¡Qué noche, Bariloche! (2006)
- Una lluvia irlandesa (2007)
- Dos hombres sin destino (2014)

## Premios
- 1985: Primer Premio en el Festival de Cortometrajes de Tandil por el corto La herencia.
- 1986: Primer Premio en el marco del Concurso de Cine de UNCIPAR (Villa Gesell).
- 1988: Premio Georges Mélies, organizado por la Embajada de Francia en Argentina, por el cortometraje De turno.
- 2000: Premio Martín Fierro al mejor programa humorístico, por Todo por dos pesos.